# Ларьяново
Ларьяново (бел. Лар’янава) — деревня в Мстиславском районе Могилёвской области Белоруссии. Входит в состав Мазоловского сельсовета.

## География
Деревня находится в северо-восточной части Могилёвской области, в пределах Оршанско-Могилёвской равнины, к западу от автодороги Р96, на расстоянии примерно 4 километров (по прямой) к югу от Мстиславля, административного центра района. Абсолютная высота — 191 метр над уровнем моря.

## История
В конце XVIII века деревня входила в состав Мстиславского воеводства Великого княжества Литовского.
Согласно «Списку населенных мест Могилёвской губернии» 1910 года издания населённый пункт входил в состав Дудчицкого сельского общества Казимирово-Слободской волости Мстиславского уезда Могилёвской губернии. В деревне имелось 36 дворов и проживало 235 человек (108 мужчин и 127 женщин).
До 2013 года Ларьяново входило в состав ныне упразднённого Селецкого сельсовета.

## Население
По данным переписи 2009 года, в деревне проживало 203 человека.